# Ukraine versus Russische Föderation (2022)
Ukraine versus Russische Föderation (2022) ist eine Klage wegen Völkermordes gemäß der Konvention über die Verhütung und Bestrafung des Völkermordes  vor dem Internationalen Gerichtshof (IGH).
Sie wurde von der Ukraine am 26. Februar 2022 gegen Russland eingereicht, nachdem Russland zwei Tage zuvor in die Ukraine einmarschiert war und dies unter anderem mit der Behauptung gerechtfertigt hatte, die Ukraine habe in Luhansk und Donezk Völkermord begangen. Die Ukraine machte geltend, dass diese Behauptungen einen Streitfall im Sinne der Konvention über die Verhütung und Bestrafung des Völkermordes von 1948 darstellten, und begründete ihren Antrag mit der Zuständigkeit des IGH für die Beilegung von Streitigkeiten im Zusammenhang mit der Konvention. Am 16. März 2022 entschied das Gericht, dass Russland „die militärischen Operationen“ in der Ukraine „unverzüglich aussetzen“ müsse, während es die endgültige Entscheidung in dem Fall abwarte.

## Antrag der Ukraine
Der Antrag der Ukraine zielte darauf ab, „festzustellen, dass Russland keine rechtliche Grundlage hat, um in der und gegen die Ukraine Maßnahmen zu ergreifen, um einen angeblichen Völkermord zu verhindern und zu bestrafen“. Die Argumentation lautete, dass "die Russische Föderation fälschlicherweise behauptet hat, dass in den Oblasten Luhansk und Donezk der Ukraine Völkermord stattgefunden hat, und auf dieser Grundlage die so genannte 'Donezker Volksrepublik' und die 'Luhansker Volksrepublik' anerkannt hat und sodann eine ‚besondere Militäroperation‘ gegen die Ukraine ausgerufen und durchgeführt habe". Die Ukraine wollte nachweisen, dass diese Handlungen Russlands keine Rechtsgrundlage in der Völkermordkonvention haben, und verlangt volle Wiedergutmachung für diese unrechtmäßigen Handlungen.
Die Ukraine beschuldigte Russland außerdem, „Akte des Völkermords in der Ukraine“ zu planen, und behauptete, dass die russischen Streitkräfte „vorsätzlich Angehörige der ukrainischen Nationalität töteten und schwer verletzten - der actus reus des Völkermords gemäß Artikel II der Völkermordkonvention“.

## Verfahren zum vorläufigen Rechtsschutz
Die ersten Anhörungen in diesem Fall fanden am 7. März 2022 im Friedenspalast in Den Haag, dem Sitz des Gerichts, statt, um über den Anspruch der Ukraine auf vorläufigen Rechtsschutz zu entscheiden. Die russische Delegation erschien nicht zu diesem Verfahren, reichte aber eine schriftliche Erklärung ein.
Am 16. März 2022 entschied das Gericht mit 13:2 Stimmen, dass Russland die am 24. Februar 2022 begonnenen militärischen Operationen „in der Ukraine sofort aussetzen müsse“, wobei der russische Vizepräsident Kirill Geworgjan und die chinesische Richterin Xue Hanqin anderer Meinung waren. Das Gericht forderte einstimmig, dass beide Parteien alles unterlassen, was den Streit vor dem Gericht verschlimmern oder ausweiten oder seine Beilegung erschweren könnte. Der IGH veröffentlichte eine zwanzigseitige Verfügung, in der er seine Argumentation erläuterte. Sechs Richter gaben separate Erklärungen ab, in denen sie ihre individuellen Ansichten zu dem Fall darlegten, darunter Vizepräsident Geworgjan und Richterin Xue.
Die Entscheidungen des Gerichtshofs sind zwar für die Mitgliedstaaten verbindlich, doch hat der Gerichtshof keine Möglichkeit, seine Anordnungen direkt durchzusetzen. In einigen Fällen haben Länder in der Vergangenheit Urteile ignoriert.
Vizepräsident Geworgjan und Richterin Xue waren nicht der Meinung, dass der IGH zuständig sei, da die Ukraine in Wirklichkeit eine Entscheidung über die Rechtmäßigkeit der russischen Invasion anstrebe und dies keine echte Streitigkeit im Sinne der Völkermordkonvention darstelle. Richter Mohamed Bennouna äußerte ebenfalls Zweifel an der Anwendbarkeit der Völkermordkonvention, sagte aber: „Ich habe für die Anordnung vorläufiger Maßnahmen in diesem Fall gestimmt, weil ich mich durch diese tragische Situation, in der dem ukrainischen Volk schreckliches Leid zugefügt wird, gezwungen fühle, mich dem Aufruf des IGH anzuschließen, dem Krieg ein Ende zu setzen“.
Der französische Ad-hoc-Richter Yves Daudet kritisierte in einem separaten Schreiben, dass der IGH sowohl der Ukraine als auch Russland auferlegt habe, sich „jeglicher Handlungen zu enthalten, die den Streit verschärfen oder ausweiten könnten“, und argumentierte, dass „diese Maßnahme der Nicht-Verschärfung des Streits ausschließlich an die Russische Föderation hätte gerichtet werden sollen, die, wie ich mich erinnere, von der Generalversammlung der Vereinten Nationen als Urheber der Aggression gegen die Ukraine bezeichnet wurde“.

## Eröffnung Hauptverfahren
Am 2. Februar 2024 entschied das Gericht sich für zuständig, die Klage der Ukraine gegen Russland wurde weitgehend zugelassen und ein Hauptverfahren eröffnet.